# Coryanthes macrocorys
Coryanthes macrocorys, és una orquídia d'hàbit epífita originària de Sud-amèrica.

## Descripció
És una orquídia de grandària gran, que prefereix el clima càlid creixent com epifita amb pseudobulbs cònics de crucería que porten 2 fulles apicals, estretament el·líptiques. Floreix en l'estiu en l'hemisferi nord en una inflorescència penjant basal, lateral de 30 cm de llarg amb 1 a 2 flors que sorgeix d'un pseudobulb madur i amb freqüència després de la caiguda de les fulles amb flors perfumades.

## Distribució
Es troba al Perú, al Departament de Sant Martin, a una altitud de 500 a 1000 metres.

## Taxonomia
Coryanthes macrocorys va ser descrita per Robert Allen Rolfe i publicat per primera vegada en Lindenia 8: 15, t. 342. 1892.
Etimologia
Coryanthes: (abreujat Crths.) nom genèric que procedeix del grec "korys" = "casc" i de "anthos" = "flor" en al·lusió al epiquilo del labelo semblant a un casc.

macrocorys: epítet llatí que significa "amb grans cascos".